# アルピタン語
アルピタン語（アルピタンご、アルピタン語: arpetan）は、ヨーロッパで話されている言語である。フランコ・プロヴァンス語あるいはフランコ・プロヴァンサル語（francoprovençal）という名称でもよく知られている。
フランス・イタリア・スイス国境付近で話される諸方言の総称で、フランス語の方言ともされるが、違いが大きい。イタリアのヴァッレ・ダオスタ州のものはアオスタ語とも呼ばれる。プーリア州のチェッレ・ディ・サン・ヴィート、ファエートでも話されている。イタリア・スイスにおいては危機に瀕する言語である。
一部がスイス・ジュネーヴ州の州歌にもなっている長編詩“Cé qu'è lainô”（17世紀初頭）は、この言語で書かれて、現在最もよく耳にすることのできる文献の一つでもある。

## 方言
- Neuch-Telois (frp-neu)
- Valaisan (frp-val)
- Faeto (frp-fae)
- Vaudois (frp-vau)
- Savoyard (frp-sav)
- Celle San Vito (frp-cel)
- Valle D'aosta (frp-vad)
- Neuchatelais (frp-nec)
- Dauphinois (frp-dau)
- Lyonnais (frp-lyo)